# Hồ Mẫu Ngoạt
Hồ Mẫu Ngoạt (sinh ngày 15 tháng 7 năm 1956) là một chính khách Việt Nam. Ông nguyên là Ủy viên Ban Chấp hành Trung ương Đảng khóa XI, Phó Chánh Văn phòng - Phụ trách Văn phòng Trung ương Đảng, Phụ trách Văn phòng Tổng Bí thư Đảng Cộng sản Việt Nam.

## Thân thế sự nghiệp
Ông Hồ Mẫu Ngoạt tên thật là Hồ Mậu Ngoạt, sinh ngày 15 tháng 7 năm 1956, quê quán tại xã Quỳnh Lương, huyện Quỳnh Lưu, tỉnh Nghệ An.
Chức vụ từng đảm nhiệm
- Vụ trưởng Vụ Văn thư - Văn phòng Trung ương Đảng, Phó Văn phòng Trung ương Đảng;
- Năm 2008 ông được luân chuyển theo Nghị quyết số: 11-NQ/TW của Bộ Chính trị về làm Phó Bí thư Tỉnh ủy Thanh Hóa;
- Tháng 10 năm 2010 được rút về Hà Nội làm Phó Chánh Văn phòng Trung ương; Tháng 01 năm 2011, tại Đại hội XI của Đảng ông được bầu vào Ban Chấp hành Trung ương;
- Ông từng giữ chức Phó Chánh Văn phòng - Phụ trách Văn phòng Trung ương Đảng.
- Ngày 01 tháng 8 năm 2011 ông được phân công giữ chức Trợ lý - phụ trách văn phòng Tổng Bí thư[2]
- Ông thường xuyên tháp tùng Tổng bí thư Nguyễn Phú Trọng đi công cán các bộ, ban, ngành, cơ quan Trung ương và địa phương,

Tại Đại hội Đảng khóa XII (tháng 1/2016), ông là một trong số các ứng viên được đề cử Ban chấp hành trung ương tại Đại hội nhưng thất cử. Tuy vậy ông vẫn tiếp tục giữ chức vụ Trợ lý Phụ trách Văn phòng Tổng Bí thư.